# Gymnura natalensis
Gymnura natalensis là một loài cá thuộc họ Gymnuridae. Nó được tìm thấy ở Mozambique, Namibia, Nam Phi, possibly Kenya, và có thể ở Tanzania. Các môi trường sống tự nhiên của chúng là các vùng biển mở, biển nông, cửa sông, vụng biển. Nó bị đe dọa do mất môi trường sống.